# Rosa sambucina
Rosa sambucina — вид рослин з родини розових (Rosaceae); поширений у Японії й Тайвані.

## Опис
Листки 5–8 см завдовжки й 2–3 см завширшки. Квітки 3.5–4.5 см у діаметрі.

## Поширення
Поширений у Японії й Тайвані.